# Hármashatárhegyi Sportrepülésért Alapítvány
A Hármashatárhegyi Sportrepülésért Alapítvány (rövidítve HSA) 1990. október 22-én alakult azzal a céllal, hogy támogassa az 1933-ban megnyitott, történelmi múlttal rendelkező Hármashatárhegyi Sportrepülőtér fennmaradását és az ott működő Műegyetemi Sportrepülő Egyesület (MSE) munkáját. Az Alapítvány FT/116-5/2011 számon 2011. április 4-én került bejegyzésre.

## Az Alapítvány célja
- a hármashatárhegyi sportrepülés fenntartása és működési feltételeinek biztosítása, a sportrepülő kiképzés elősegítése,
- a magyarországi sportrepülők és egyesületeik érdekvédelme,
- a Hármashatárhegy és a Budai Tájvédelmi Körzetbe tartozó repülőtér természet és környezetvédelme,
- szabadidő-sport gyakorlásának biztosítása.
- Az Alapítvány közhasznú tevékenységei az 1997. évi CLVI. törvény alapján:
  - 26. § c)  4. nevelés és oktatás, képességfejlesztés, ismeretterjesztés,
  - 26. § c)  8. természetvédelem, állatvédelem,
  - 26. § c)  9. környezetvédelem,
  - 26. § c)12. emberi- és állampolgári jogok védelme;
  - 26. § c) 14. sport, a munkaviszonyban és a polgári jogviszony keretében megbízás alapján folytatott sporttevékenység kivételével.
- Vállalkozási tevékenységet csak közhasznú céljainak megvalósítása érdekében és azt nem veszélyeztetve végez.
- Gazdálkodása eredményét nem osztja fel, hanem azt a létesítő okiratában meghatározott tevékenységre fordítja.
- Közvetlen politikai tevékenységet nem folytat, szervezete pártoktól független és azoknak anyagi támogatást nem nyújt.
  - Annak érdekében, hogy ne legyen nagyon egysíkú a tevékenységük, az MSE Senior Repülő és Hagyományőrző Csoportjával együttműködve a repülés témaköréből rendszeresen tartanak ismeretterjesztő és tudományos előadásokat.

Aki hosszabb légi utat végigrepül, nemigen kérdi, hogy miért is sport a repülés. Mert szép sport. A test és a lélek sportja. Az ész és a kéz munkájának egyik legszebb, legmodernebb alkotása. Szállni szabadon, sebesen földrészek, tengerek, fellegek felett, tudni, hogy ember vagyok, hódító ember, aki immár úr vagyok nemcsak a földön, nemcsak a vízen, de az évezredes álomvilágban, a levegőben, a fellegek között is.

## Alapítók
- Farda István
- Komlós Vilmos
- Sarkadi Dénes
- Dr. Szalóky Tibor
- Szűcs Miklós
- Verebélyi Endre
- POLTEX Kisszövetkezet[2]

## Hagyomány ápolás
Az Alapítvány nagy súlyt helyez a repülős hagyományok ápolására. Honlapjukon bemutatják a repülés hőskorának jeles képviselőit. Így:
- Adorján János, Asboth Oszkár, Kvasz András, Weimann Jakab, Bánhidi Antal, Lampich Árpád, Endresz György, Makai Béla, Méray-Horváth Róbert, Rotter Lajos, Rubik Ernő, Zsélyi Aladár, Wittmann Viktor, Kaszala Károly, Svachulay Sándor, Szent-Györgyi Albert, Horthy István, Kovács Pál, Matuz István, Sajti János, Mező György tevékenységét.

## Galéria

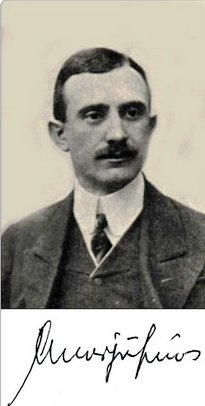
Adorján János
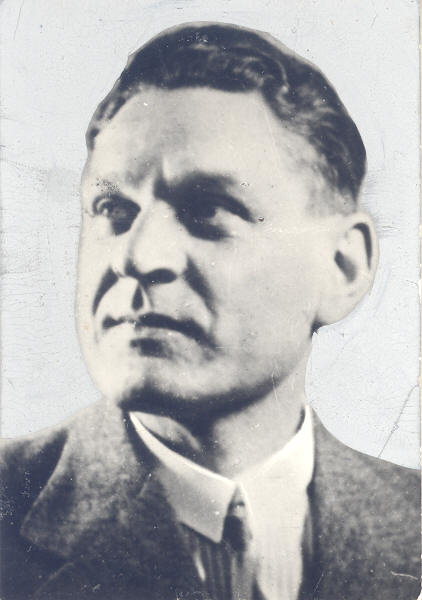
Asboth Oszkár
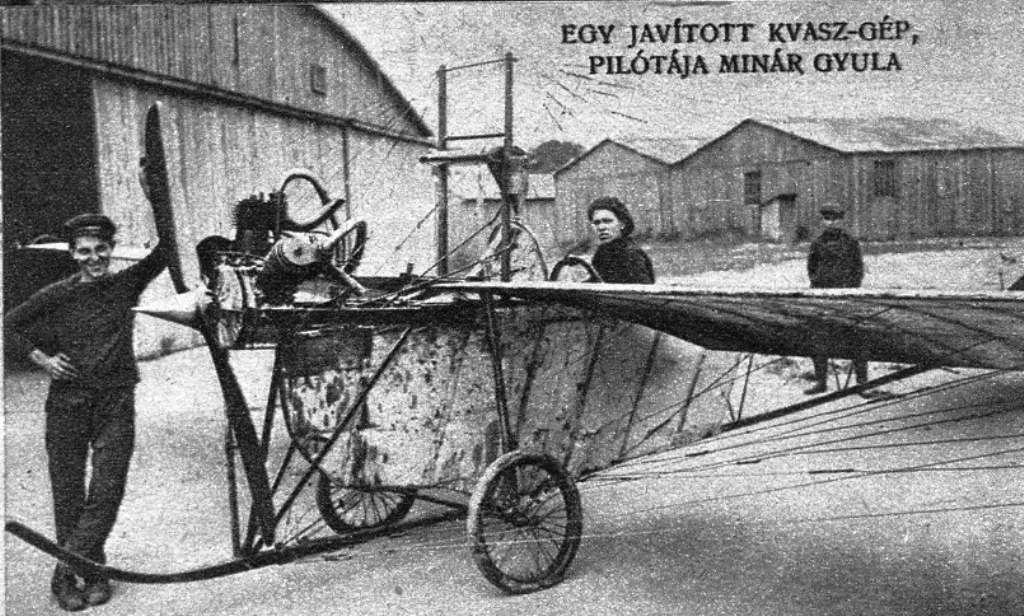
Egy javított Kvasz gép. Pilótája Minár Gyula
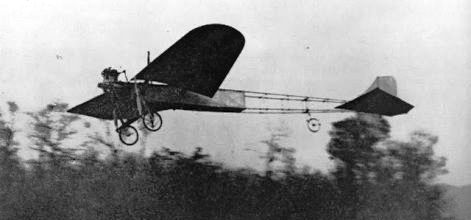
Weimann Jakab repülőgépe
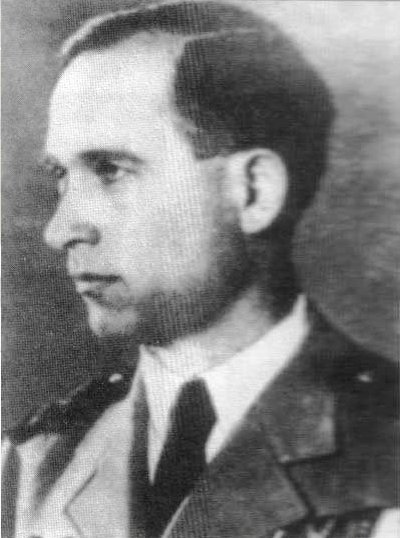
Bánhidy Antal
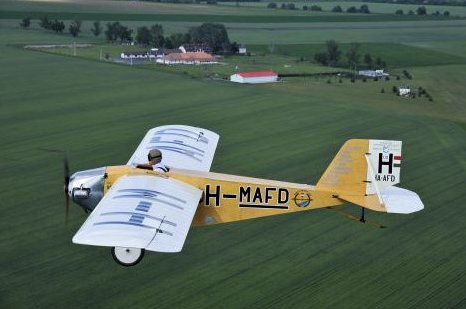
Az újjáépített L-2 "Róma" Tervezte: Lampich Árpád 1925. Újjáépítette: Váradi László
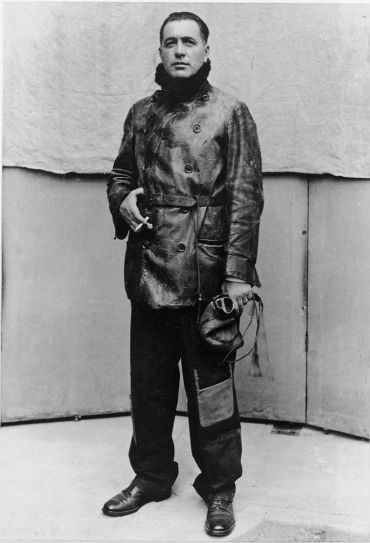
Endresz György
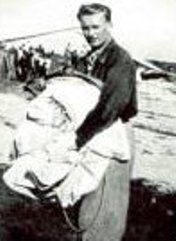
Rotter Lajos
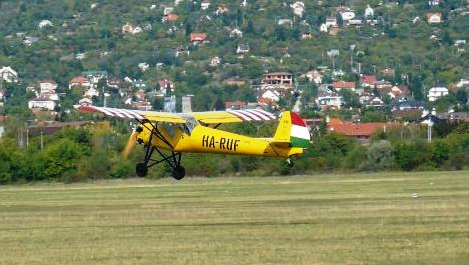
Repül a Kánya. Tervezte id. Rubik Ernő
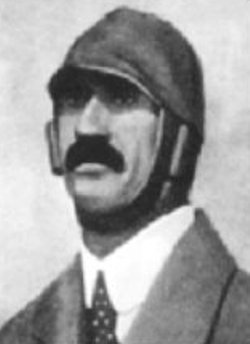
Zsélyi Aladár
Wittmann Viktor repülőgépe Rákoson
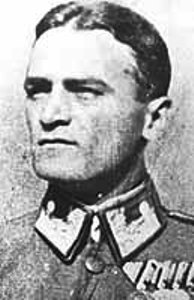
Kaszala Károly (1892-1932) magyar ászpilóta
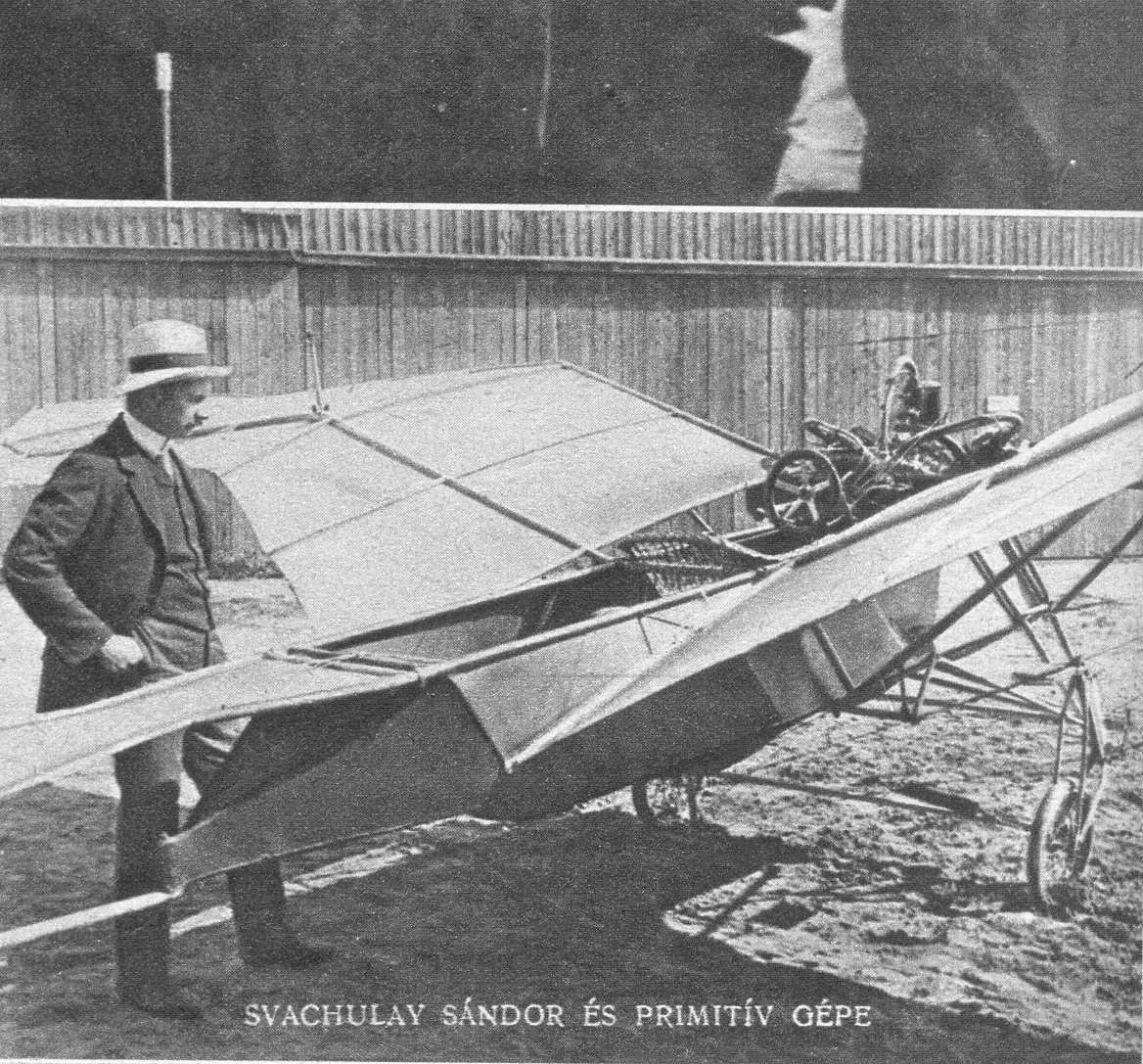
Svachulay Sándor és repülőgépe
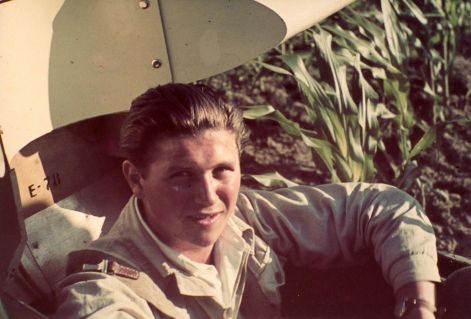
Méray-Horváth Róbert
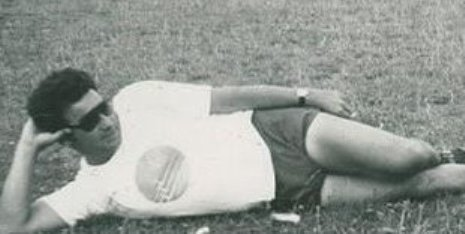
Sajti János